# Rudnyánszky József (politikus)
Dezséri báró Rudnyánszky József László Gyula (Kolozsvár, 1855. augusztus 10. – 1933. március 18.) politikus, a főrendiház háznagya.

## Élete
Rudnyánszky Gyula báró és Mara Katalin második gyermeke. 1872-ben, jogi tanulmányai befejeztével állami szolgálatba lépett, a Vallás- és Közoktatásügyi Minisztériumban kezdett dolgozni. 1881-től az államvasutaknál felügyelőként működött, majd 1886-ban már osztálytanácsossá és vezértitkárrá lépett elő. 1888 és 1910 között a vallás- és tanulmányi alapokat felügyelő bizottságnál volt előadó. 1878-tól a főrendiház jegyzője, emellett ő szerkesztette a főrendiház házszabályait is, ezt 1907-ig folytatta. Ekkor háznaggyá választották.

## Családja
1881-ben nőül vette csicsókeresztúri Torma Máriát (1860–1943), két fiúgyermekük született:
- Sándor (1882–1932); neje: szentmiklósi és óvári gróf Pongrácz Sarolta (1895–1977)
- Imre (1893–1949); neje: felsőkubini és deményfalvi Kubinyi Mária (?–1975)